# Myaungmya

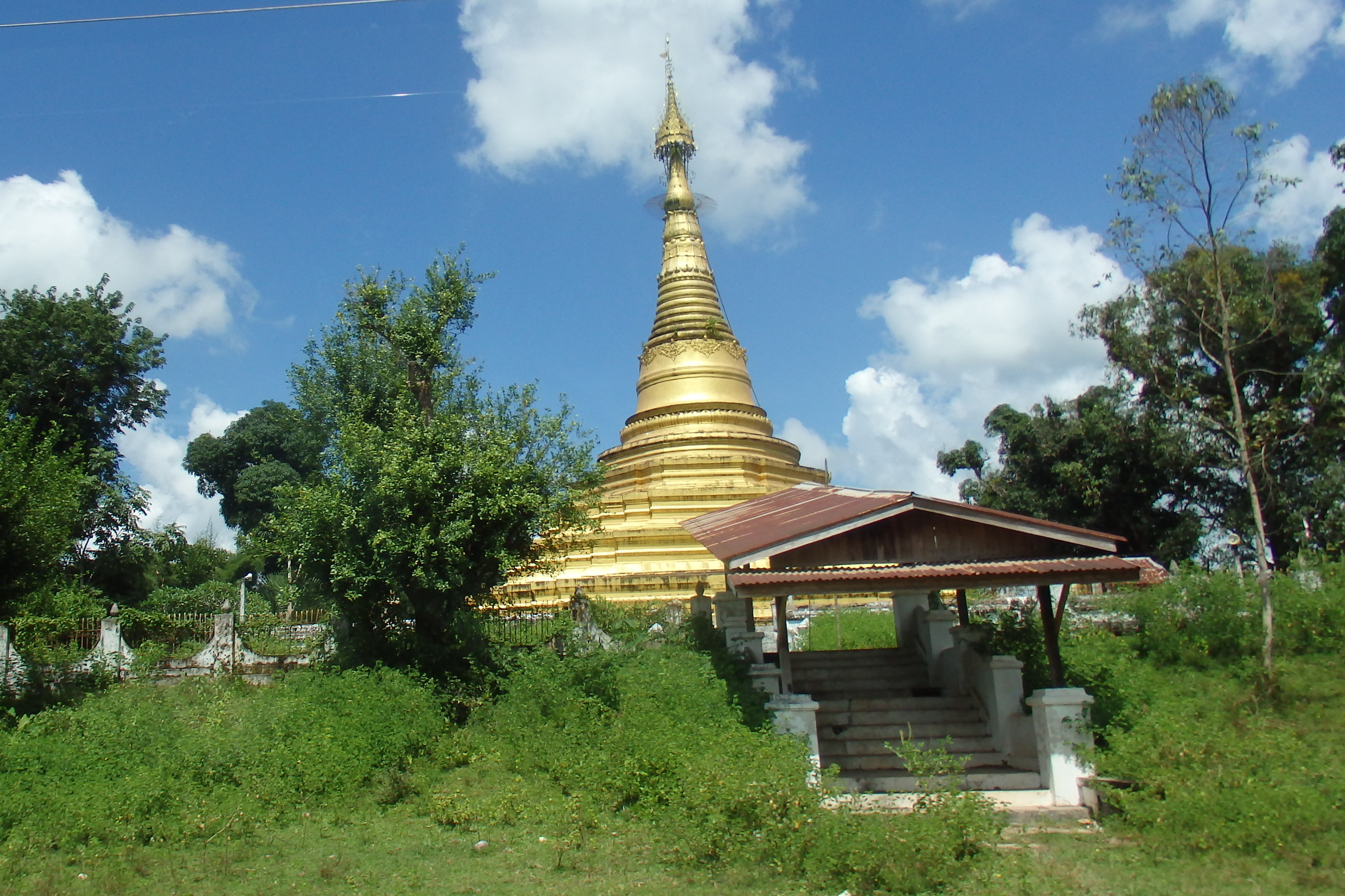
Pagoda

Myaungmya (birmà မြောင်းများ) és una ciutat de Birmània, capital del districte de Myaungmya i del township de Myaungmya, a la divisió d'Ayeyarwady, a la riba del riu del mateix nom. La població el 1901 era de només 4.711 habitants (el township 75.343). La població estimada actualment és d'uns 25.000 habitants.
És la ciutat de naixement d'U Nu, el primer president birmà de la segona república (1948). El 1853 fou escenari de la revolta dels karens. El 1886 fou convertida en municipalitat i fou erigida en cap de districte el 1893. No gaudeix de cap pagoda o monument destacat 